# 吉恩克帕尼
吉恩克帕尼（Jhinkpani），是印度贾坎德邦Pashchimi Singhbhum县的一个城镇。总人口11835（2001年）。

## 人口
该地2001年总人口11835人，其中男性6014人，女性5821人；0—6岁人口1734人，其中男877人，女857人；识字率55.27%，其中男性为65.50%，女性为44.70%。